# Мишаткин, Валентин Иванович
Валентин Иванович Мишаткин (1946 — 2012) — советский и российский кинорежиссёр, актёр.

## Биография
Воспитывался в Нижнетагильском детдоме, учился в Нижнетагильcком пединституте. Затем В. Мишаткин учился во ВГИКе на режиссёрском факультете (мастерская Ефима Дзигана). Учебную режиссёрскую практику проходил на съёмках фильма «Афоня» Георгия Данелия.

## Фильмография

### Режиссёр
- 1989 — «Счастливчик»
- 1991 — «Встретимся на Таити»

### Актёр
- 1975 — «Афоня» — человек, которого отгоняет Афоня от "председателя месткома" на дискотеке
- 1985 — «Иди и смотри» — полицай
- 1989 — «Счастливчик»
- 1990 — «Сфинкс» — член общества «Неформальное слово»

## Факты
Кадр из фильма «Иди и смотри» с участием Мишаткина был напечатан на обложке DVD фильма.
Валентин Мишаткин послужил прототипом повести «Клубничное время», сериала «Игры в подкидного», рассказов «Алюминиевая война» и «Копейка» Алиханова С. А..
Игорь Угольников сыграл свою первую роль в фильме Мишаткина «Встретимся на Таити».